# Arroyo Tabay
Arroyo Tabay är ett vattendrag i Argentina.   Det ligger i provinsen Misiones, i den nordöstra delen av landet, 900 kilometer norr om huvudstaden Buenos Aires.
I omgivningarna runt Arroyo Tabay växer i huvudsak städsegrön lövskog. Runt Arroyo Tabay är det ganska glesbefolkat, med 36 invånare per kvadratkilometer.